# 呉健雄
呉健雄（ご けんゆう, 中国語: 吴健雄, 繁:吳健雄, 拼音:Wú Jiànxíong, 1912年5月31日 - 1997年2月16日）は中国系アメリカ人物理学者。専門は放射線物理学で、弱い相互作用におけるパリティの非保存を初めて実験的に確認した業績で知られる。第二次世界大戦中はマンハッタン計画に参加してウラン燃料の濃縮手法の研究を行った。多くの科学者から「物理学界のファーストレディ」「（DNAの発見にも劣らない観測）中国のキュリー夫人」「ウー夫人（Madame Wu）」などのニックネームで呼ばれた。祖籍は江蘇省太倉市。

## 中国での経歴
呉健雄の父、呉仲裔は男女平等主義の支持者で、明徳女子職業補習学校を設立した人物であった。健雄は小学校教育をこの学校で受け、11歳で上海を離れて蘇州第二女子普通学校に進学した。母は樊復華。
1929年、呉は国立中央大学（1949年南京大学と改称）への入学を許可された。当時の国の規定では、普通学校の生徒が大学に入学するには教職を1年間務める必要があったため、1929年に彼女は思想家の胡適が設立した上海の中国公学の教員として赴任した。1930年から1934年まで、彼女は国立中央大学の物理学科で学んだ。学部卒業後の2年間、彼女は同大学の女性研究者、静薇進とともに研究を行なった。

## 米国時代
1936年、呉は太倉出身の化学者だった友人の董若芬とともに渡米した。呉はカリフォルニア大学バークレー校で研究を行い、1940年に博士号を取得した。2年後、彼女は同じ物理学者の袁家騮（袁世凱の孫）と結婚した。二人の間には息子の袁緯承（英語名 Vincent Yuan）が生まれ、やはり物理学者となっている。後に一家はアメリカ東海岸に移り、呉はスミスカレッジやプリンストン大学（1942年～1944年）、コロンビア大学（1944年～1980年）で教鞭をとった。コロンビアでは、当初、上級研究員としてマンハッタン計画に参加した。
彼女は1956年、同僚の李政道が楊振寧とともに構築していたパリティに関する法則をベータ崩壊の観測によって検証できる方法を李に提案し、彼の研究を個人的に助けた。この実験は実際に成功した。彼女のこの貢献は李たちの理論の確立にとって非常に有益だったと考える者もいるが、この研究によって李と楊が受賞したノーベル物理学賞で呉は受賞の対象とならなかった。この事実はノーベル賞選考委員会の性差別主義によるものとして広く非難された。呉の著書 Beta Decay（1965年）は現在でも原子核物理学の標準的な参考書となっている。
彼女は後に、鎌状赤血球症の原因となるヘモグロビンの変形の際の分子変化の研究などへと研究分野を広げていった。
呉は様々な場面で女性研究者としての先例を作る立場となった。以下に例を挙げる。
- プリンストン大学物理学科で最初の女性教員である。
- プリンストン大学の名誉博士号を授与された最初の女性である。
- コロンビア大学の初代Pupin Professor of Physics就任（1973年）
- アメリカ物理学会で最初の女性の会長である（1975年）。

1997年に呉が没すると、コロンビア大学は彼女にプーピン物理学名誉教授職を授与した。

## 回顧

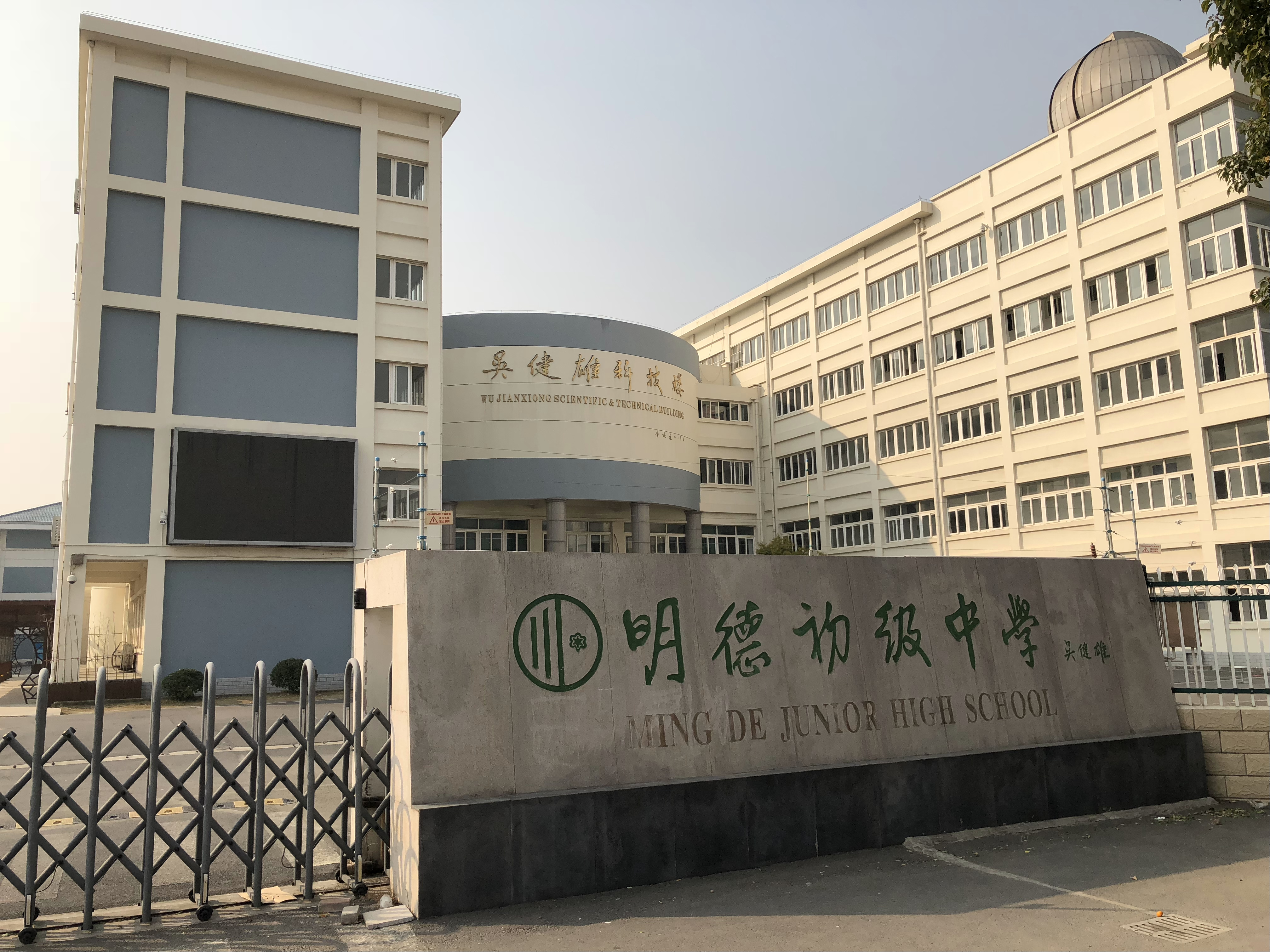
明徳初級中学

1973年からは中華人民共和国を度々訪問して周恩来と会見したこともある。1986年、南京大学より、名誉博士号を授与された。1990年、中国科学院は彼女を記念して、2752番小惑星を Wu Chien-Shiung と命名した。1995年には4人の中国人ノーベル賞受賞者である李政道、楊振寧、サミュエル・ティン、李遠哲が、意欲的な若い研究者に奨学金を与える目的で台湾に呉健雄学術基金会 (the Wu Chien-Shiung Education Foundation) を設立した。
呉は上記の財団設立の2年後の1997年、アメリカのニューヨーク州マンハッタンで脳梗塞により84歳で没した。彼女の遺灰は、出身校である明徳女子学校の後継校である明徳初級中学（日本の中学校に相当）に埋葬された。2003年2月に没した夫の袁家騮も、本人の希望によって彼女の隣に埋葬された。彼女の墓石には、呉の墓碑銘が李政道と楊振寧の、また袁の墓碑銘がサミュエル・ティンと李遠哲の書によって刻まれている。2002年6月1日には呉の銅像が明徳初級中学に建てられた。

## 受賞歴
- 1963年 コムストック物理学賞
- 1975年 アメリカ国家科学賞、トム・W・ボナー原子核物理学賞
- 1978年 第1回ウルフ賞物理学部門